# 徐僖
徐僖（1921年1月16日—2013年2月16日），男，江苏南京人，中华人民共和国高分子材料科学家。

## 生平
1921年生于江苏南京。1944年自浙江大学化工系毕业。1948年获美国李海大学科学硕士学位。后来历任四川大学教授、高分子研究所所长，上海交通大学教授、高分子材料研究所所长。还曾经任成都科技大学副校长。1991年当选为中国科学院学部委员（院士）。
2013年2月16日，徐僖病逝，享年93岁。

## 学术贡献
徐僖长期研究高分子力化学、高分子材料成型基础理论、辐射化学、油田化学等等。徐僖用超声波等等力化学方法合成具有特殊结构性能的嵌段及接枝共聚物。徐僖还提出通过氢键复合可降低导电材料结晶度，提高导电率，这推动了快离子导体的研究工作。徐僖先后获发明专利26项。

## 奖项和荣誉
曾经获得20多项国家、部委、省级奖励，其中包括国家自然科学奖二等奖、教育部科技进步奖一等奖、四川省科技杰出贡献奖等等。徐僖曾获全国高校先进科技工作者、全国教育系统劳动模范等称号。